# Pliobates
Pliobates är ett utdött släkte av primater i familjen människoartade apor (Hominoidea). Fossil av släktets typart, Pliobates cataloniae, hittades 2011 i provinsen Barcelona i Spanien och dateras till mellersta miocen.
Pliobates var med en uppskattad vikt av 4 till 5 kg lika små som de minsta nu levande gibboner.
Pliobates anses vara en nära släkting till hela överfamiljens anfader eller stamfadern själv. Släktet kan även vara systertaxon till gibbonerna (Hylobatidae). Därför listas släktet i en egen familj, Pliobatidae.

## Etymologi
Det vetenskapliga namnet är bildat efter två andra släkten som var kända sedan tidigare, Pliopithecus och Hylobates. Pliopithecus (latin för "mera liknande en apa") var ett annat släkte av tidiga människoartade apor. Hylobates (latin för "den som går") är ett släkte av nu levande gibboner. Namnet valdes på grund av att Pliobates förenar egenskaper av båda släkten. Artepitet cataloniae syftar på Katalonien.